# J.B. Rhine

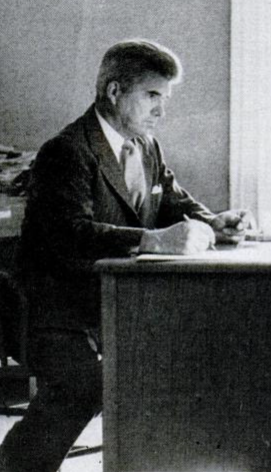
Rhine in 1954

Joseph Banks Rhine (29 september 1895 – 20 februari 1980) (gewoonlijk genoemd J.B. Rhine) was een Amerikaans botanicus die zich later zou toeleggen op de psychologie en parapsychologie. 
Op het parapsychologie laboratorium van de Duke University, dat Rhine zelf oprichtte, gaf hij ook college in gewone 'mainstream' psychologie. Rhine was ook de initiatiefnemer van het Journal of Parapsychology de Foundation for Research on the Nature of Man en de Parapsychological Association. Hij was ook degene die de term ESP (voor extrasensory perception, buitenzintuiglijke waarneming) bedacht. Hoewel hij een van de grondleggers van het moderne parapsychologische onderzoek was en veel experimenten opzette om ESP en andere vermeende paranormale krachten te onderzoeken waren andere onderzoekers niet in staat zijn resultaten te dupliceren. De meeste psychologen hebben dan ook kritiek op zijn werk en omschrijven het als pseudowetenschap, onder andere de bekende wiskundige Martin Gardner.
- Bibliothèque nationale de France: cb12634753k (data)
- Catàleg d'autoritats de noms i títols de Catalunya: 981058599374106706
- CiNii: DA00974835
- Gemeinsame Normdatei: 120445441
- International Standard Name Identifier: 0000 0001 1876 5501
- Library of Congress Control Number: n50044843
- Nationale Bibliotheek van Letland: 000005037
- Bibliotheek van het Japanse parlement: 00454067
- Nationale Bibliotheek van Tsjechië: xx0103256
- Nationale Bibliotheek van Israël: 987007440114805171
- Nederlandse Thesaurus van Auteursnamen: 068721366
- Istituto Centrale per il Catalogo Unico: LO1V025135
- LIBRIS: 232977
- SNAC: w68p60ss
- Système universitaire de documentation: 115652043
- Trove: 957083
- Virtual International Authority File: 57445782
- WorldCat: E39PBJfcPFDPdrxthpxPbdvGpP